# Gabby Marchand
 (août 2016).
Si vous disposez d'ouvrages ou d'articles de référence ou si vous connaissez des sites web de qualité traitant du thème abordé ici, merci de compléter l'article en donnant les références utiles à sa vérifiabilité et en les liant à la section « Notes et références ».
Pour les articles homonymes, voir Marchand.
Gabby Marchand, ou Gaby Marchand, né Gabriel Bruno Marchand le 21 novembre 1943 à Fribourg, est un auteur-compositeur-interprète suisse.

## Présentation
Gabby Marchand écrit sa première chanson nommée Souvenirs lointains à l'âge de 17 ans[réf. nécessaire].
En 1979, il sort plusieurs albums écrits et chantés avec des enfants. Rêve petite pomme contient des chansons écrites en collaboration avec des enfants tunisiens et européens lors d'un atelier de chansons au Festival de Tabarka 1977. Le soleil se lève, de Gaby Marchand et les Taporis, est issu de deux camps-chansons réalisés durant l'été 1978 pour des enfants venus de France, Belgique et Suisse dans le cadre de ATD Quart monde. 
L'album Des journées entières dans les arbres sort en 2008.
Il présente en 2015 un double album consacré au poète romand Jean Cuttat.

## Discographie
- 1970 : Gaby Marchand (en public à l'université), BAM, Paris[1].
- 1973 : La gueule dans les étoiles, Évasion Disques, Lausanne, consacré à la poésie romande, avec Edmée Croset[1].
- Rencontre à l’arsenal, M record Mauley/Morisod, Genève[1].

- 1976 : Rendez-moi mes roses, 22 chansons avec et pour les enfants, Disques-Office[1].
- 1977 : Portrait, Marchand, Disques-Office[1].
- 1979 :
  - Rêve petite pomme, 28 chansons avec et pour les enfants, Lazer[1].
  - Voici l'hiver, 28 chansons avec et pour les enfants, Lazer[1].
  - Le soleil se lève : Gaby Marchand et les Taporis, 20 chansons avec et pour les enfants, Lazer[1].
- 1984 : L'arc-en-ciel, 24 chansons avec et pour les enfants, Auvidis[1].
- 1985 : Romandilemoi (en public à l'Université), double album consacré à la poésie romande, Disques Anik[1].
- 1987 : Femmes, Gabby Marchand chante Richard-Édouard Bernard, Lazer[1].
- 1989 : L'éléphant a fait un œuf, Compilation, Lazer et livre illustré par Teddy Aeby[1].
- 1993 : Chaque mot est une étoile, double album, Disque Office[1].
- 1997 : Intégrale enfant, coffret, Disques Anik.
- 1999 :
  - Ou paï dè Grevîre, Disques Anik.
  - ...des villes ...des champs, Disques Anik.
- 2003 : Avec l'amour à nos côtés, Disques Anik.
- 2008 : Des journées entières dans les arbres, Disques Anik[2].
- 2015 : Gabby Marchand chante Jean Cuttat : les chansons du mal au cœur, Portrait de l'oiseleur, Disque Office.